# Église Saint-Médard de Tremblay-en-France
L'église Saint-Médard est une église catholique située à Tremblay-en-France, en France. Elle est dédiée à saint Médard, évêque de Noyon et de Tournai.

## Localisation
L'église est située dans le département français de la Seine-Saint-Denis, sur la commune de Tremblay-en-France.

## Historique

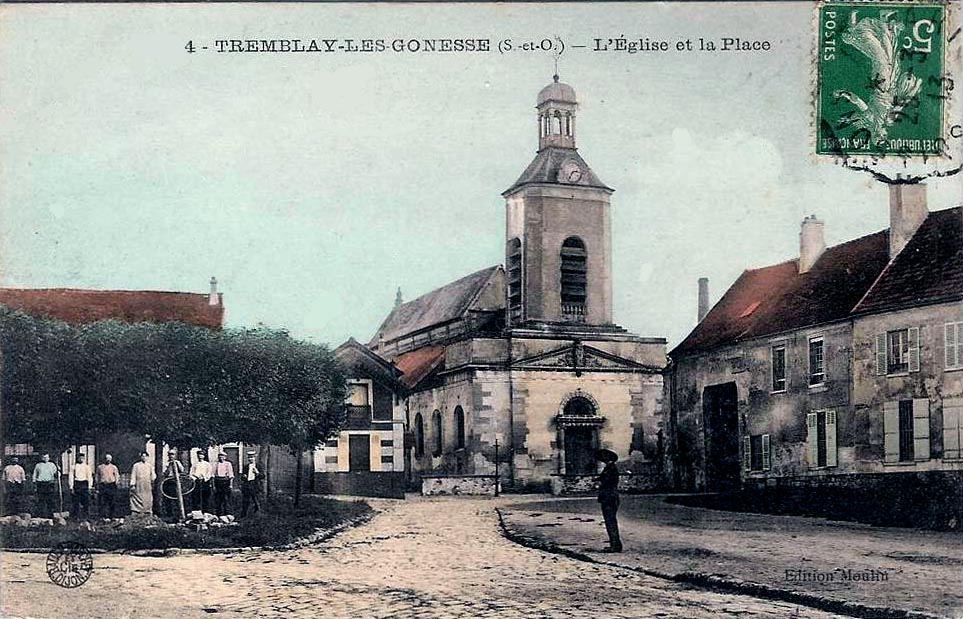
Carte postale, vers 1900.

La paroisse (parochia de Trembleium) existe de longue date et devient la propriété de l'abbaye de Saint-Denis au IXe siècle. Un édifice de ce nom est mentionné en 1163.
Des éléments des fondations dateraient de l’époque mérovingienne, et trois sépultures de ce type y ont été trouvées.
On a découvert dans ses soubassements des blocs de pierre façonnés au XIIIe siècle.
Toutefois le chœur de l’église actuelle ne date que de 1543, et sa nef du XVIIIe siècle.
En 1781, l'architecte Jacques Cellerier propose à la demande de l'intendant Bertier de Sauvigny, de reconstruire la nef et le clocher sans toucher aux fondations. Ce projet hélas amendé, entraînera de nouvelles restaurations au XIXe siècle. 
L'édifice est classé au titre des monuments historiques en 1939.
Elle est ornée de mobilier liturgique réalisé par le sculpteur Jacques Dieudonné : autel, ambon, croix et chandeliers.